# Citadellet

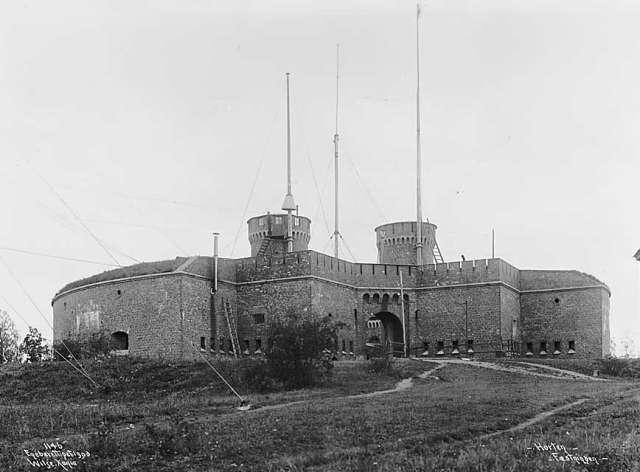
Citadellet im Jahre 1903

Citadellet war eine in den Jahren 1848 bis 1851 in Karljohansvern (Horten, Norwegen) erbaute Festung. Im Zusammenwirken mit der Festung „Norske Løve“, die von 1852 bis 1859 auf der nördlich vorgelagerten Insel Vealøs erbaut wurde, sollte sie den Haupthafen der norwegischen Marine in Karljohansvern schützen. Architekt war Christian Heinrich Grosch (1801–1865).
Die Festung wurde auf einem steilen Hügel, dem höchsten Punkt der Halbinsel, angelegt und war daher auch als „Festung auf dem Hühnerkopf“ („Fortet på Kyllinghodet“) bekannt. Sie war nach Osten, Norden und Westen nahezu kreisrund, mit dem Zugang von der Südseite. In den Kasematten standen 14 großkalibrige Kanonen, und 11 weitere befanden sich in der Dachbatterie. Die Festung war von einem kreisförmigen Trockengraben umgeben, und der Zugang führte über eine Zugbrücke. Durch ihre ausschließliche Ausrichtung auf den Oslofjord, die Hafeneinfahrt und den Inneren Hafen war die Festung zur Verteidigung gegen einen eventuellen Angriff von der südlichen Landseite nicht geeignet. Auch war sie mit der aufkommenden Nutzung von Sprenggranaten schon bald nach ihrer Fertigstellung veraltet.
Die Festung wurde mitsamt dem Berg im Jahre 1971 gesprengt und abgebrochen, um Platz für eine neue große Schweißhalle der Horten Werft zu schaffen. Es blieben keinerlei Reste erhalten.